# Lechnerschaft
Lechnerschaft je naselje v Občini Milje v Okraju Špital ob Dravi  na Koroškem v Avstriji.